# Busquemos un lugar
Busquemos un lugar es el segundo álbum del cantante de Pop-Rock-Flamenco español, ErPeche.

## Lista de canciones
1. Experta
2. De noche y de día
3. Busquemos un lugar
4. Má guapa
5. Mirame del revés
6. Delicada como un bonsái
7. Corazón blindado
8. Entre cartones
9. Olvidar
10. Somos como animales
11. Vamos de moros y cristianos

## Músicos
- Batería: Enzo Filippone
- Percusiones: Luis Dulzaides
- Bajo: Fernando Illán
- Teclados: Juan Carlos Moreno
- Guitarras eléctricas: Dayan Abad y Oscar Pérez
- Guitarras españolas: José Losada
- Coros: Loli Abadía, Noemí Humanes, Vanesa Rojo y ErPeche
- Palmas: José Losada, Loli Abadía, Noemí Humanes
- Voz y letras: ErPeche

## Producción
- Grabado en Sonoland por: Sancho Gómez Escolar, Victor Castellanos y Dani Altarriba
- Producido por: Carlos Martos y Fernando Illán
- Supervisado y mezclado por: Carlos Martos Wensell

- Datos: Q5736040